# Брезари
Брезари је насељено место у Републици Хрватској у Загребачкој жупанији. Административно је у саставу Јастребарског. Простире се на површини од 1,08 km²

## Становништво
Према задњем попису становништва из 2001. године у Брезарима је живело 85 становника који живе у 21 породичном домаћинству. Густина насељености је 78,7 становника на km²
Кретање броја становника по пописима 1857—2001.
| година пописа  | 1857 | 1869 | 1880 | 1890 | 1900 | 1910 | 1921 | 1931 | 1948 | 1953 | 1961 | 1971 | 1981 | 1991 | 2001 | 2011 |
| бр. становника | 104  | 93   | 105  | 108  | 106  | 118  | 112  | 113  | 99   | 97   | 88   | 83   | 85   | 79   | 85   | 66   |